# Chlaenius emarginatus
Chlaenius emarginatus är en skalbaggsart som beskrevs av Thomas Say. Chlaenius emarginatus ingår i släktet Chlaenius och familjen jordlöpare. Inga underarter finns listade i Catalogue of Life.